# Renée Vivien

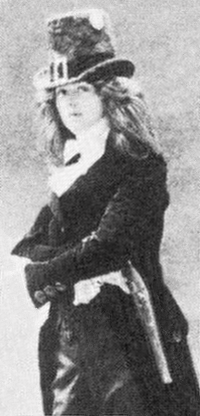
Renée Vivien

Renée Vivien (eigentlich Pauline Mary Tarn; * 11. Juni 1877 in London; † 10. November 1909 in Paris) war eine britische Dichterin und eine der letzten Vertreterinnen des Symbolismus. Viele ihrer Werke veröffentlichte Renée Vivien unter dem Pseudonym Paule Riversdale.

## Leben
Renée Vivien war das einzige Kind von John Tarn und dessen Ehefrau Mary Gillet. Ihr Vater kam aus Schottland und ihre Mutter aus den USA. Nach ihrer Schulzeit, die sie in New York, Paris und London absolvierte, ließ sie sich in Paris als (durch  Erbschaft wohlhabende) Schriftstellerin nieder. Bereits während ihrer Schulzeit fiel sie durch ihre Zuneigung zu ihrer Jugendfreundin Violet Shillito  (1877–1901) auf. Vivien war bekannt für ihren exzentrischen Kleidungsstil und für ihr offenes Bekenntnis zu ihren lesbischen Neigungen.
So hatte sie mit Natalie Clifford Barney (1876–1972) in den Jahren 1900/01 eine stürmische Affäre. Weitere Affären mit Hélène de Rothschild (1863–1947), Olive Custance (1874–1944), Kérimé Turhan Pascha (1874–1948) und Émilienne d’Alençon (1870–1945) werden ihr nachgesagt.
Renée Vivien war sehr kultiviert und reiste viel. 1908 unternahm Vivien während eines Aufenthalts in London einen Selbstmordversuch, der allerdings fehlschlug. Als sie dann im darauf folgenden Jahr im Alter von 32 Jahren am 10. November 1909 in Paris starb, vermutete man ebenfalls einen Suizid. Aber da sie zu dieser Zeit bereits schwer an Magersucht (Anorexia nervosa) erkrankt und durch Alkoholkonsum geschwächt war, könnten auch das die Todesursachen gewesen sein. Ihre letzte Ruhestätte fand sie auf dem Cimetière de Passy (Division 13).

## Werke
Lyrik
- A l'heure des mains jointes. Poèmes. Paris 1906,
- Cendres et poussières. Poèmes. Deforges, Paris 1977, ISBN 2-901980-60-0.
- Evocations. Lemerre, Paris 1905.
- Flambeaux éteints. Paris.
- Haillons. Sansot, Paris 1910.
- Poésies complètes. Deforges, Paris 1986, ISBN 2-905538-14-7.
- Sillages. Poèmes. Paris 1921.
- Vagabondages. Poèmes. Paris 1911.

Prosa
- La dame à la louve.
  - Deutsch: Die Dame mit der Wölfin. Erzählungen. Poli-Verlag, Berlin 1981, ISBN 3-9800536-0-1 (übersetzt von Micheline Poli und Bettina Schäfer)
- Dans un coin de violettes. Sansot, Paris 1910.
- Le jardin turc. Prose inédite. Edition A l’écart, Jonchery-sur-Vesle 1982.
- Une femme m’apparut....
  - Deutsch: Mir erschien eine Frau ... Edition Daphne, Göttingen 1995, ISBN 3-89137-018-0 (übersetzt von Claudia Kalscheuer).
- Sappho et huit poétesses grecques. Lemerre, Paris 1909 (online),
- Levent de vaisseaux. Sansot, Paris 1910.
- La Vénus des aveugles. Edition la Bartavelle, Charlieu 1992, ISBN 2-87744-110-5 (Nachdruck der Ausgabe Paris 1904).